# Stampa al platino
La stampa al platino o platinotipia è un processo fotografico monocromatico in grado di restituire la più ampia gamma di tonalità che si possa realizzare con uno sviluppo chimico.
A differenza del tradizionale sistema all'argento, in cui l'argento viene depositato all'interno di uno strato di gelatina o albumina, il platino è steso direttamente sulla superficie della carta. L'immagine finale, privata dell'emulsione di gelatina, risulterà quindi opaca e formata dal deposito di platino (ed eventualmente palladio, l'altro elemento usato in questo processo) gradualmente assorbito dalla carta. Questa tecnica è considerata il punto di arrivo qualitativo nella stampa fotografica in bianco e nero.